# Stasiphron cryptomorpha
Stasiphron cryptomorpha är en fjärilsart som beskrevs av Edward Meyrick 1931. Stasiphron cryptomorpha ingår i släktet Stasiphron och familjen spinnmalar. Inga underarter finns listade i Catalogue of Life.